# 스콧 오커만

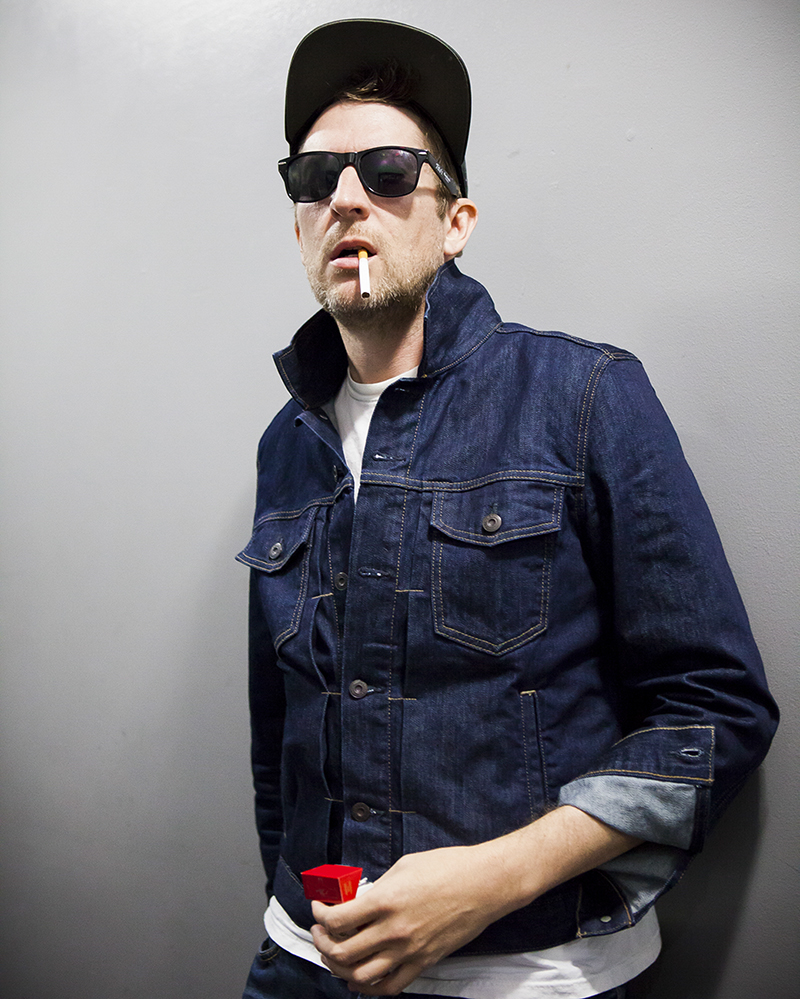

스콧 오커만(Scott Aukerman, 1970년 7월 2일~)은 미국의 배우, 각본가, 텔레비전 배우, 팟케스터, 영화 감독이다.
서배너에서 태어났다.

## 영화
- 비트윈 투 펀스: 투어 스페셜(2019년)
- 오리진 스토리(2018년)
- 사라 실버맨 프로그램(2007년)
- 런 로니 런(2002년)
- 오스틴 파워: 골드 멤버(2002년)